# Каломфирешти (Телеорман)
Каломфирешти (рум. Calomfirești) насеље је у Румунији у округу Телеорман у општини Пороскија. Oпштина се налази на надморској висини од 39 m.

## Становништво
Према подацима из 2002. године у насељу је живело 1177 становника, од којих су сви румунске националности.